# My Gear and Your Gown
My Gear and Your Gown (tiếng Thái: My Gear and Your Gown – เกียร์สีขาวกับกาวน์สีฝุ่น; RTGS: My Gear and Your Gown - Kia Si Khao Kap Kao Si Fun) là một bộ phim truyền hình Thái Lan phát sóng năm 2020 với sự tham gia của Pahun Jiyacharoen (Marc), Pawin Kulkarunyawich (Win), Chayakorn Jutamat (JJ), Pattadon Janngeon (Fiat) và Napat Patcharachavalit (Un).
Bộ phim được đạo diễn bởi Siwaj Sawatmaneekul, người đã cầm trịch hai bộ phim đình đám Love by Chance và Until We Meet Again, và được sản xuất bởi GMMTV và Studio Wabi Sabi. Đây là một trong ba bộ phim truyền hình được WeTV ra mắt cùng với GMMTV, Studio Wabi Sabi và TV Thunder vào ngày 23 tháng 6 năm 2020. Bộ phim được phát sóng vào lúc 18:00 (ICT), thứ Hai trên WeTV, bắt đầu từ ngày 14 tháng 9 năm 2020. Bộ phim đã kết thúc vào ngày 30 tháng 11 năm 2020.

## Nội dung
Bai (Pawin Kulkarunyawich) là một sinh viên khoa Y, trước đây từng là chủ tịch CLB Học thuật của trường. Trước đây, anh phải đeo kính nên anh không tự tin về vẻ ngoài của mình và không có niềm tin vào tình yêu. Itt (Pahun Jiyachroen) là một sinh viên khoa Kỹ thuật, trước đây từng là chủ tịch CLB Thể thao của trường. Anh là người có tính hống hách, số phận đã đưa anh gặp lại kẻ thù xưa của mình, người có đeo bông tai hình áo choàng màu bụi.

## Diễn viên
Dưới đây là dàn diễn viên của bộ phim:

### Diễn viên chính
- Pahun Jiyacharoen (Marc) vai Itt
- Pawin Kulkarunyawich (Win) vai Bai
- Chayakorn Jutamat (JJ) vai Waan
- Pattadon Janngeon (Fiat) vai Pure
- Napat Patcharachavalit (Aun) vai Folk

### Diễn viên phụ
- Neen Suwanamas vai Beau
- Intira Jaroenpura vai cô Walailak Jaijong (giáo viên trong trường)
- Pollawat Manuprasert (Tom) vai bố của Bai
- Nicole Theriault (Nikki) vai mẹ của Bai
- Amarin Nitibhon (Am) vai bố của Itt
- Ratchanok Sangchuto (Nok) vai mẹ của Itt
- Chonwari Chutiwatkhotrachai (Am) vai Kai
- Wanwimol Jaenasavamethee (June) vai Pang

### Khách mời
- Surat Permpoonsavat (Yacht) vai Nickie (Tập 3, 10, 11)
- Kris Songsamphant (Tập 3)
- Chiwpreecha Thitichaya (Olive) vai June (Tập 4)
- Wanut Sangtianprapai (Mix) vai người yêu cũ của Pure (Tập 4)
- Samantha Melanie Coates vai MC chương trình Freshy Boy & Girl (Tập 11)

## Nhạc phim
| Tên bài hát                           | Thể hiện                | Ref.  |
| ------------------------------------- | ----------------------- | ----- |
| ถ้าเธอลองเป็นฉัน (Tha Tur Long Pen Chan) | Weerayut Chansook (Arm) | [ 7 ] |